# 江亢虎

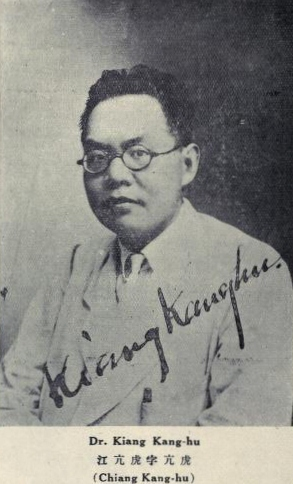
江亢虎

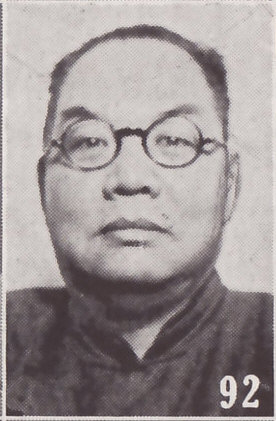
江亢虎

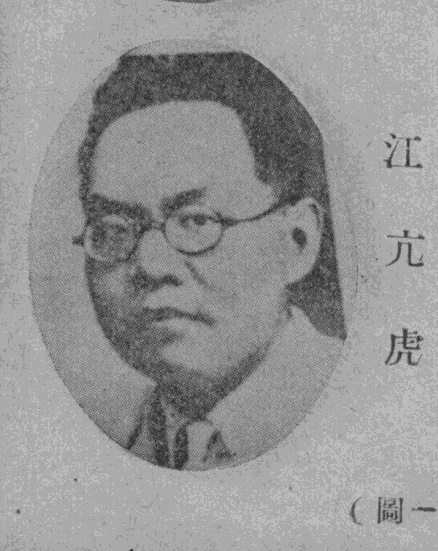
江亢虎

江亢虎（1883年7月18日—1954年12月7日），原名绍铨，号洪水、亢庐，男，祖籍安徽旌德，生于江西弋阳，中国早期社会主义思想传播者，中国社会党创始人，后担任汪精卫政权的国民政府委员，考试院副院长等职。

## 生平

### 中国社会党的成立
江亢虎祖籍安徽省旌德县江村，生于江西省广信府弋阳县陶湾。12岁到北京，后入同文书院学日语。1901年，他去日本考察政治。归国后，他被袁世凯聘为北洋编译局总办，兼任北洋官报总编。1902年，他辞职赴日本留学，1903年因病辍学而归国。其后他任清朝刑部主事、京师大学堂东文教习等职务。同时，他得到袁世凯、端方资助，在北京創立了三所女學傳習所（内城女学传习所、外城女学传习所、中城女学传习所），成為當時學界著名的佳話。
1907年，他再度留学日本。其间，他受到无政府主义和社会主义思想的影响。1909年，他参加了在比利时布鲁塞尔举行的第二国际大会。1910年春，他獲得一次環球之遊的機會，以整整一年的時間遊歷了日本、英國、法國、德國、荷蘭、比利時和沙俄等國，回國後即宣導社會主義。
1911年7月10日在上海張園發起成立「社會主義研究會」。1911年11月5日，社会主义研究会按照原来的计划在上海英大马路上虹庙对门的惜阴公会本部的三层楼房上召开例会。然而早于会议之前的两日，陈其美与李燮和率领的敢死团攻占上海制造局，上海光复。11月5日当日，上海战事尚未完全平复，但江亢虎眼看革命在全国既已大部胜利，民国成立在即，在会议上直接就将社会主义研究会改组为中国社会党。并于11月8日在《民立报》上公开发表八条政纲，公开宣布成立
江亢虎的「中國社會黨」以戀愛自由、教育平等、遺產歸公為初步，以「二各」（各盡所能、各取所需）與「五非」（非私產、非家族、非宗教、非軍國、非祖國主義）為究竟，即個人自治、世界大同為依歸。1911年底，據該黨自己宣佈，在全國各地建立起支部「四百九十餘起」，擁有黨員「五十二萬三千餘人」。這個數字雖然很誇大，但當時全國確有不少地方建立了中國社會黨支部，如蘇州支部的總務幹事是陳翼龍，成員有顧頡剛、葉聖陶、王伯祥等，南京支部和佛教協進會等團體一起設在毗盧寺中。在該黨黨員中，就職業和階級而言，占首位的是知識份子，其次是工商業者，再次就是破產的農民、手工業者和其他勞動群眾。中國社會黨還曾積極宣傳男女平等，支持女子參政。其規章中寫道：「黨員……無論男女，義務權利平等。」它是中华民國初年各黨派團體中最早「有女黨員，且其義務權利完全平等」的一個黨。因为当时主义模糊不清，社会主义其实深受无政府主义的影响，因此一些无政府主义者都加入了该党，如沙淦、太虚等，吴稚晖、蔡元培也都受邀在本部发表过演讲。1912年11月召开的第二次联合大会上，面对江亢虎将中国社会党改组为政党的要求，一部分无政府主义者与中国社会党公开决裂，成立了社会党，将中国社会党的党纲修改成为一个无政府主义的纲领。社会党成立不到一个月即被袁世凯政府查禁。

### 在左翼运动中的失势和转向
1913年8月8日，中国社会党天津支部总干事陈翼龙因卷入二次革命被捕，8月8日被枪决。8月7日，袁世凯发布告示，解散中国社会党。但其实陈翼龙参加二次革命属于个人行为，江亢虎与中国社会党从未成组织地卷入二次革命。但是与袁世凯交涉无果之后，江亢虎被迫于8月31日紧急召开第三次联合大会，宣布解散中国社会党，旋即赴美。在美期间，江亢虎任加利福尼亚大学中国文化课讲师，并将1万册中文藏书寄赠该大学。居於美国期間，有一次他亦獲邀美國國會圖書館的東方館藏。1920年他回国，再度籌組中國社會黨，參與政治。1921年6月，他以中国社会党代表身份出席了在莫斯科召开的共产国际第三次代表大会。他也是最早见到列宁的中国人之一。1922年1月，他在莫斯科参加远东各国共产党及民族革命团体第一次代表大会，会晤了列宁、托洛茨基、布哈林。
他本来希望实现中国社会党加入共产国际。但因李大钊、陈独秀通过张太雷、俞秀松给共产国际主席季诺维也夫写信抵制，所以中国社会党未被批准加入共产国际。1921年6月，张太雷、俞秀松给共产国际主席季诺维也夫写信，指出：“江亢虎只是一个十足的政客，并不代表任何一个中国政党，中国青年对他既不尊重也不信任，给他代表资格，肯定会妨碍共产国际和中国共产党的工作，便于他在中国从事卑鄙的勾当”。李大钊、陈独秀领导各地支部“站在完全独立的立场上，不同其他党派建立任何关系”，邀请共产国际驻华代表马林以及赤色职工国际等组织代表尼克尔斯基参加中共一大，李大钊还提出了党的名称应当叫“共产党”，清楚地表明了与第二国际及社会党决裂的态度。共产国际没有给予江亢虎及中国社会党的第三国际成员资格，而是给予中国共产党的第三国际成员资格。
起初他认为革命应该实行民主集中制和少数人领导，但此次自苏联归国后，他改为倡导以反共为前提的新社会主义。另一方面，李大钊、陈独秀自1920年起开始筹划成立的中国共产党此后成为了中国左翼运动的中心。
1922年，江亢虎獲美国加州大學授予榮譽哲學博士學位。
1922年，他创办上海南方大学，自任該校首任校長。1924年1月，在孙中山在广州改组国民党的同时，江亢虎在北京第三次组建中国社会党（1925年更名为“中国新社会民主党”），自任总理，总部设北京。1925年，他以社会党代表的资格出席了段祺瑞召开的“善后会议”，并成为制宪委员。
1925年8月，江亢虎因被新闻界披露两件丑闻而声名狼藉：一是江晋见清废帝溥仪；二是冯玉祥查获的江亢虎写给溥仪的恭维信。南方大学师生认为江亢虎参预“甲子清室密谋复辟案件”，掀起驱江亢虎风潮。江亢虎被迫卸去校长职务。在中国国民党实行北伐之时，江亢虎支持直系吴佩孚，遭到中国国内舆论的责难。1926年，他自行解散了“中国新社会民主党”。
1930年夏，他经華盛頓美國國會圖書館辗转赴加拿大滿地可，任麥基爾大學中国文学院院长及汉学教授。是二次大戰前該校以及全加唯一的中國問題專家。 1933年，他返回中国，居上海。此后他为传统思想倾倒，一心编著保守、反共著作。

### 江亢虎旅台
1934年江亢虎以坎拏太（即加拿大）中國學院院長（他在1930年至1933年時任麥基爾大學唯一中國文學院教職員）及美國國會圖書館顧問身分訪问台湾，8月22日由福建抵基隆，9月9日自臺北經基隆回中國大陆，對臺灣漢詩社的末流曾提出針砭：「遂變為吟風弄月之作。桑中陌上之音。變本加厲。每下愈況。甚者至於歌頌盛德。鼓吹休明。彷彿科舉時代之試帖。彌可鄙已。」江亢虎對於舊文學末流的批判與當時臺灣新文人的觀點頗為相同，他對瀛社某紳士大唱與日本的「親善論」，也以「屈原杜甫責望之」（《台游追記》41頁），希望臺灣舊文人展現風骨，不要依附統治權貴。在瀛社例會上，他特別勉勵詩人當盡民族國家的職責，而非僅舞文弄墨：「宜盡力文化。致意國事。所謂餘事作詩人。非詩人專作詩也。而詩與文原合璧。文不離詩。詩亦不能離文。徒作詩而不能文。非學人之本分。」這個說法與梁啟超在霧峰的留言也是相同的。

### 在汪精卫政权的活动
1937年抗日战争爆发后，他避居香港。1939年9月，应汪精卫邀请，他由香港到上海。他执笔写出并发表了《双十節对時局宣言》，主张建立以中国文化为中心的东亚新秩序。1940年（民国29年）3月汪精卫政权（南京国民政府）成立，此后他曾擔任汪精衛政權的國民政府委員，考試院副院長等職，1942年晋升为考试院院长。1942年南方大学在南京复校，担任校长。
1945年日本投降後，他被蒋介石领导的国民政府以漢奸罪名起訴，被判处無期徒刑，关押在南京老虎桥监狱，后来被移押上海提篮桥监狱。1949年中华人民共和国成立后，他继续被关押在上海提篮桥监狱。1954年，他因營養不良及肺結核死於上海獄中。

## 著作
江亢虎頗有才氣，著作頗豐。他在1934年还写了描寫台灣事物的《台游追記》。

## 家庭
- 长子：江兆蕃。
- 次子：江兆龍 (Leonard)。
- 长女：江兆菊，民国21年（1932年）毕业于北京协和医院，获医学博士学位。民国23年后，历任国民政府卫生部卫生实验院技佐、技士、技正，中央助产学校校长；其间赴苏联、欧洲接受培训。抗战爆发后，参加由林可胜博士为总队长的中国红十字会医疗救护总队，任第二十九中队队长，曾赴陕北、延安等地开展医疗救护工作。民国33年后，担任成都华西大学医学院妇产科副教授，联总医务委员会专门委员，上海市立第一妇婴保健院医务主任、代理院长，工合医务顾问等职务。1949年8月，应宋庆龄邀请参加中国福利基金会工作，任妇幼保健工作处副处长。1950年被上海医学院聘为公共卫生学科名誉教授。1952年国际和平妇幼保健院建立时，被宋庆龄任命为院长。
- 次女：江兆艾 (Tjiang Tjhao Aij)，民国22年（1933年）毕业于北京协和医学院护士学校。丈夫杨明龙 (Dr.Injo Beng Liong)，侨居雅加达。
- 三女：江兆鳳 (Phoenix)。

## 延伸阅读
- 汪佩偉，江亢虎研究，武漢：武漢出版社，1998年

| 前任：王揖唐 | 考試院長1942年3月 - 1944年11月 | 繼任：陳群 |